# Thuidium recognitum x delicatulum
Thuidium recognitum x delicatulum là một loài rêu trong họ Thuidiaceae. Loài này được Papp mô tả khoa học đầu tiên năm 1926.
Danh pháp khoa học của loài này chưa được làm sáng tỏ. 